# Leon Hanin
Leon Henryk Hanin (ur. 21 października 1909 we Lwowie, zm. 14 czerwca 1969 we Wrocławiu) – polski piłkarz.

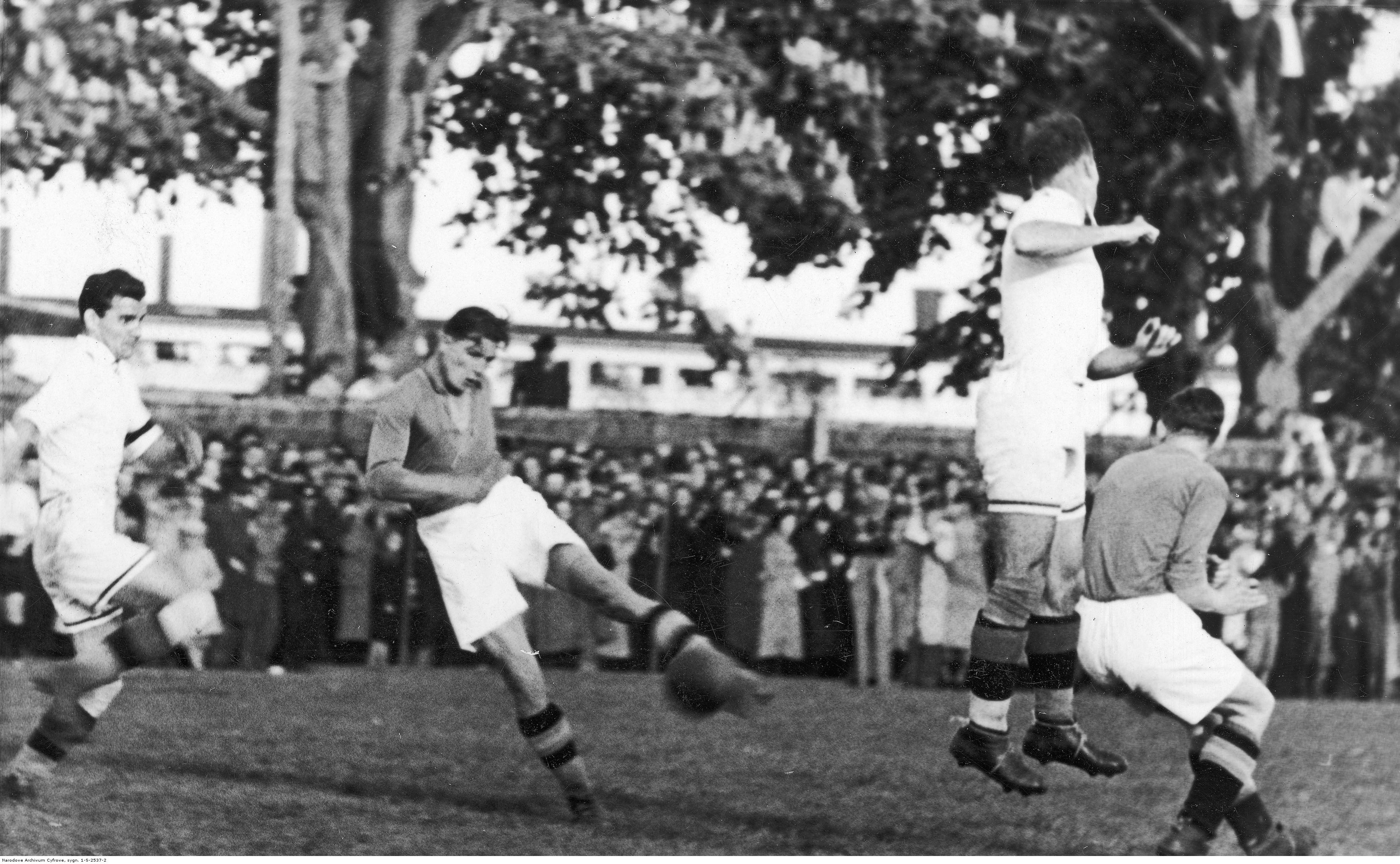
Pogoń Lwów – Ruch Hajduki Wielkie (3:2, 14 maja 1939 roku). W akcji Leon Hanin (pierwszy z lewej), Teodor Peterek (drugi z lewej).

Hanin był wychowankiem Pogoni Lwów, w której występował w latach 1922–1939, zaś w sezonie 1932, 1933 oraz 1935 został wicemistrzem Polski. W 1938 roku zwyciężył w rozgrywkach o Puchar Prezydenta Rzeczypospolitej Polskiej jako reprezentant Lwowa. W latach 1939–1941 grał dla Dynama Lwów. Po II wojnie światowej osiedlił się w Bytomiu i przez dwa lata występował dla reaktywowanej Polonii.